# Lijst van gebeurtenissen tijdens de Tweede Wereldoorlog: Finland
Dit is een chronologie van gebeurtenissen in Finland voor en tijdens de Tweede Wereldoorlog.
Dit betreft de Winteroorlog (1939-1940), de Vervolgoorlog (1941-1944) en de Laplandoorlog (1944-1945)
Opmerking: Bij het opzoeken van gebeurtenissen volgens datum gebeurt het soms dat de verschillende officiële bronnen elkaar tegenspreken over de datum. Nagenoeg steeds zijn deze verschillen zeer klein, meestal één dag verschil. De oorzaak hiervoor is te vinden in het feit dat bepaalde militaire acties tijdens de nacht starten en nog doorlopen in de vroege uren van de volgende dag. Ook gebeurt het dat een auteur de situatie beschrijft wanneer de actie volledig afgelopen is, met andere woorden de dag na de overgave, de dag na de vredesonderhandeling, enz. Ook merken we op dat het einde van een militair offensief of campagne niet steeds ondubbelzinnig te bepalen is. De bepaling van de datum is afhankelijk van de referentie die door de auteur werd gebruikt. Er is getracht in deze lijst zo veel mogelijk de exacte referentie van de datum aan te duiden via een omschrijving van wat er gebeurd is of bedoeld werd.

## Winteroorlog

### 1939
12 oktober
- De Sovjet-Unie eist van Finland dat het zijn zeehavens ter beschikking stelt en een grondgebied in de Karelische Landengte overdraagt. De Finnen weigeren.

26 november
- De Russen ensceneren een incident nabij de Finse grens.

28 november
- Rusland zegt het niet-aanvalspact met Finland van 1932 op.

30 november
- De Sovjetluchtmacht voert een verrassingsaanval uit op Helsinki en Viipuri. Dit is de start van de Winteroorlog.
- De Russische landmacht valt Finland binnen via de Karelische Landengte en de Finse oostgrens met vier legergroepen, bestaande uit een totaal van dertig divisies.

7 december
- De Slag bij Suomussalmi start en zal duren tot 11 december. De Russische 163e divisie trekt in twee colonnes naar het Finse dorp Suomussalmi.
- Denemarken, Zweden en Noorwegen verklaren strikt neutraal te zijn in de Finse-Russische winteroorlog.

11 december
- De Finse 9e divisie voert een tegenaanval op de Russen in Suomussalmi.

14 december
- De Sovjets worden geweerd uit de Volkenbond na hun agressiedaad tegen Finland.

25 december
- De Russische 44e gemotoriseerde divisie probeert door te breken naar de 163e divisie.

27 december
- De artillerie van de Finse 9e divisie arriveert aan de frontlinie en werpt een versperring op tegen de gehele Russische 163e divisie, die tot 30 december 1939 duurt.

### 1940
1 januari
- De Sovjet 44e gemotoriseerde divisie, die op 25 november 1939 probeerde door te dringen naar de 163e Sovjet divisie, wordt door de Finnen omsingeld, systematisch uiteengeslagen en vernietigd. De Sovjets lijden zware verliezen; 17 500 doden en 1 300 soldaten worden gevangengenomen. Aan Finse zijde vallen 900 doden en 1 770 gewonden.

2 januari
- Sovjets lanceren een tweede offensief in Karelië.

7 januari
- Maarschalk Timoshenko neemt het bevel over van de Sovjet strijdkrachten in Finland.

8 januari
- Het Rode Leger wordt in Karelië tot staan gebracht.

1 februari
- Onder leiding van maarschalk Timoshenko starten de Sovjets een tweede aanval op de Finse Mannerheimlinie. De Sovjets hebben een nieuwe aanvalsmethode ontwikkeld waarbij hun 7e en 13e Leger ondersteund werd door 400 zware artilleriestukken en 500 vliegtuigen uit de Sovjet luchtmacht.

11 februari
- Nadat de Finnen gedurende elf dagen de tweede Sovjet aanval weerstonden, realiseerden maarschalk Timoshenko en zijn Sovjet troepen de eerste doorbraak door de Mannerheimlinie.

13 februari
- De tweede Sovjet aanval op de Mannerheimlinie is ten einde.
- De Sovjets breken door de Mannerheimlinie en stoten door naar de Finse stad Summa.

14 februari
- De Britse regering staat vrijwilligers toe om in Finland te gaan vechten.

15 februari
- Het Rode Leger dringt de Mannerheim-linie binnen.

17 februari
- De Finnen worden gedwongen zich terug te trekken.

1 maart
- De Finnen worden teruggeslagen naar Viipuri.

6 maart
- Een Finse delegatie vertrekt naar Moskou om de vredesbesprekingen te starten rond de Winteroorlog.

11 maart
- Neville Chamberlain verkondigt de details van geallieerde hulp aan Finland.

12 maart
- Finland capituleert en ondertekent de vrede met de Sovjet-Unie waardoor de Sovjet eisen van oktober 1939 worden ingewilligd. De Finnen moeten het schiereiland Hanko voor de komende 30 jaar uitlenen waardoor de Sovjets een basis kunnen bouwen die de controle geeft over de Finse Golf. Verder zal Viipuri en de Karelische Landengte worden bezet waardoor Leningrad over land kan worden beschermd. In het Noorden moeten de Finnen het gebergte ten westen van Kandalaksja prijsgeven zodat de spoorweg naar Moermansk kan worden beschermd. Moermansk zelf wordt volledig beschermd geacht, nadat de Sovjets de controle overnemen van het schiereiland Rybachi.

13 maart
- Het einde van de Winteroorlog, het staakt-het-vuren tussen de Sovjets en Finnen gaat van kracht. De Finnen betreuren 25.000 doden en 43.000 gewonden. De verliezen bij de Sovjets worden geschat op 200.000 doden en 400.000 gewonden.

## Vervolgoorlog

### 1941
25 juni
- Finland verklaart de Sovjet-Unie de oorlog.

26 juni
- Finse troepen vallen het Ladogafront aan.

10 juli
- Finse troepen rukken de Sovjet-Unie binnen.

1 oktober
- De Finse strijdkrachten veroveren Petrozavodsk ten westen van het Onegameer.

7 oktober
- Finland weigert toe te geven aan geallieerde druk om de strijd tegen de Sovjet-Unie te staken.

### 1944
12 april
- De Finse regering wijst de eis van de Sovjet-Unie om de oorlog te beëindigen van de hand.

19 juni
- De Sovjettroepen doorbreken de Mannerheim-linie.

2 september
- Finland verbreekt de diplomatieke betrekkingen met Duitsland en eist de terugtocht van Duitse troepen van zijn grondgebied.

4 september
- Finland en de Sovjet-Unie komen een staakt-het-vuren overeen.

19 september
- De Sovjet-Unie en Finland sluiten een wapenstilstand.

## Laplandoorlog

### 1945
3 maart
- Finland verklaart Duitsland de oorlog.